# Kunglig höghet

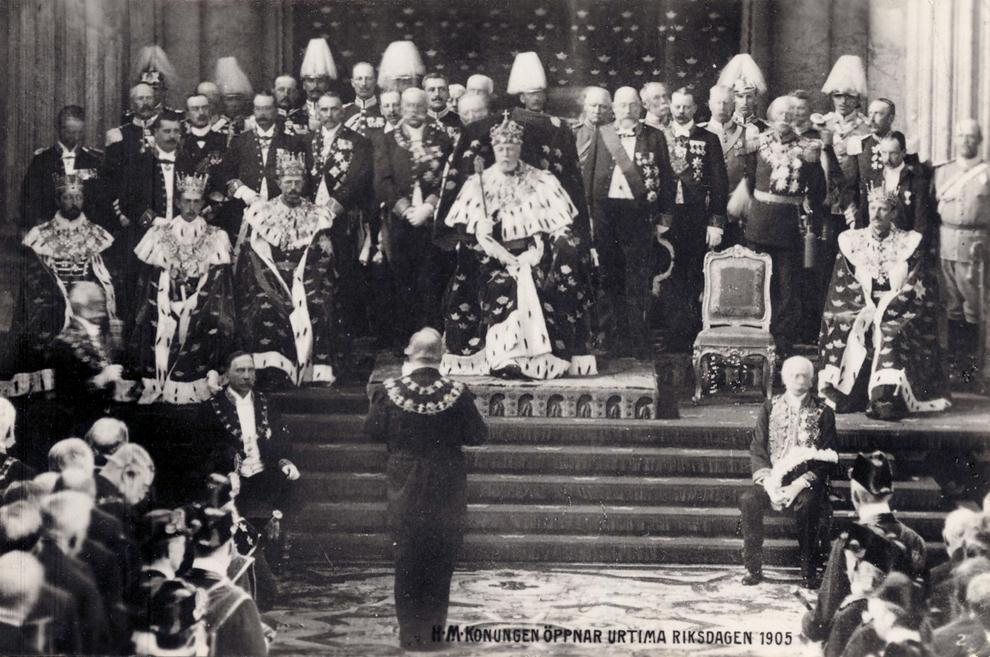
Historiskt har majestät och kunglig höghet ofta starkt betonats i personlig utstyrsel; här ses kung Oscar II vid Riksdagens högtidliga öppnande 1905 med söner och sonson iförda mantlar och svenska hertigkronor.

Kunglig höghet är ett prefix som används för medlemmar av ett kungahus. Konung och drottning (regerande eller gemål) brukar tilltalas eller omtalas Majestät, en nivå högre, medan kunglig höghet används för prinsar och prinsessor. Dessa tilltalas Ers kungliga höghet och omnämns Hans kungliga höghet eller Hennes kungliga höghet. I skrift används oftast förkortningarna E.K.H. eller H.K.H. (pluralis DD.KK.HH.).
Formen Hans Kunglig Höghet och  Eders Kunglig Höghet har gammal hävd i dessa titlar. I singular användes i första delen av 1900-talet endast den oböjda formen i dessa förbindelser, men senare har det funnits en skillnad för manliga och kvinnliga bärare. Numera anser Språkrådet att den oböjda formen är ovanlig. Kungen använder den böjda formen.  "Eders" används ibland i högtidliga sammanhang.

## Sverige
Bärare av titeln kunglig höghet i Sverige är kronprinsessan Victoria, prins Carl Philip, prinsessan Madeleine, prins Daniel, prinsessan Estelle, prinsessan Sofia, prins Oscar. Prinsessorna Margaretha, Désirée och Christina måste avstå från sådan titulering som Kunglig Höghet eller Höghet då de gifte sig med icke-kungliga män på 1960- och 1970-talen, men fick titeln Prinsessan i kombination med den gifta titeln som ett slags hederstitel.